# 西巴布亚
西巴布亚，又称西新几内亚，為新几内亚岛（又称伊里安岛）的西部，分為印度尼西亚的巴布亚省、西巴布亚省、中巴布亞省、高地巴布亞省、南巴布亞省。
14世纪初，在新几内亚岛西北部出现凯马纳王国。在殖民者到来之时，蒂多雷苏丹国控制多貝拉伊半島的部分地区，即今西巴布亚省和西南巴布亚省，后来扩展到包括今巴布亚省的沿海地区。1640年代后，西巴布亚成为荷兰殖民地，称荷兰东印度公司；同时，蒂多雷苏丹国与荷兰殖民者合作，继续在西巴布亚统治。蒂多雷苏丹国在西巴布亚控制了一些附庸国，包括：凯马纳王国、萨拉瓦蒂王国、马皮亚王国、瓦洛彭、帕蒂皮王国、塞卡尔王国和凯布斯王国。此外，还存在塔里亚韦邦联。1949年，成立荷屬新幾內亞。1961年4月5日，经民选产生的新几内亚议会成立，并计划在9年后实现独立。1962年8月15日，印度尼西亚军队在苏联支持下进入巴布亚岛，在美国的压力下，荷兰宣布将荷屬新幾內亞交给联合国托管，这里成为美国和苏联的角鬥场，1963年5月1日，印度尼西亚正式接管荷屬新幾內亞，改名为“西伊里安”，苏哈托下台后，2001年，通过法律使西巴布亚获得“特殊自治权”。

## 參见
- 巴布亚
- 新幾內亞
- 巴布亚新几内亚
- 巴布亚省
- 西巴布亞省
- 自由巴布亚运动